# Девід Істон
Дейвид Істон (англ. David Easton; 24 червня 1917, Торонто — 19 липня 2014) — один з провідних канадських політологів.

## Біографія
Народився в 1917 році в Канаді (у той час була частиною Британської Імперії). Освіту здобув в університеті Торонто (англ. University of Toronto). У 1947 році отримав ступінь PhD в Гарвардському університеті. У цьому ж році почав свою кар'єру в Чиказькому університеті на кафедрі Політичної науки.
З 1981 р — професор Каліфорнійського університету. У 1968—1969 рр. президент Американської асоціації політичних наук. У 1984 року був обраний на пост віце-президента Американської академії наук і мистецтв.
Основний внесок Істона в політичну науку пов'язаний з адаптацією і застосуванням принципів і методів системного аналізу до вивчення функціонування політичних систем, а також із дослідженням проблем політичної соціалізації.
Акцент уваги Істона — на мінливості і динамічності політичних систем, на ролі різних структур у підтримці безперервності функціонування політичної системи. Істон визначає політичну систему як взаємодії, за допомогою яких у суспільстві здійснюється розподіл цінностей і на цьому ґрунті запобігають конфлікти між членами суспільства. При розгляді політичних систем Істон використовує кібернетичний принцип виміру показників функціонування системи на її «вході» (запити і потреби громадян) і «виході» (рішення і дії влади).
Першим запропонував найбільш систематичний виклад теорії політичної системи в роботах «Політична система» (1953), «Концептуальна структура для політичного аналізу» (1965), «Системний аналіз політичного життя» (1965).